# خورخه سانس
خورخه سانس میراندا (اسپانیایی: Jorge Sanz Miranda‎؛ زادهٔ ۲۶ اوت ۱۹۶۹) بازیگر اهل اسپانیا است.
او یکی از برجسته‌ترین بازیگران سینمای اسپانیا از دههٔ ۸۰ میلادی تا کنون است.

## گزیدهٔ نقش‌آفرینی‌ها
- امکانش هست؟
- کونان بربر
- دختر رؤیاهای شما
- روزگار خوش
- ملکه اسپانیا
- عشاق
- آزادی‌خواهان
- زندگی با چشمان بسته آسان است
- تورنته، مأمور خرفت قانون
- اُبیه‌دو اکسپرس
- بیمارستان مرکزی
- عسل[۲]